# Joe Flacco
Joseph Vincent „Joe“ Flacco (* 16. Januar 1985 in Audubon, Camden County, New Jersey) ist ein US-amerikanischer American-Football-Spieler auf der Position des Quarterbacks. Mit den Baltimore Ravens gewann er den Super Bowl XLVII. Zurzeit steht er bei den Cleveland Browns in der National Football League (NFL) unter Vertrag, für die er schon 2023 spielte.

## Werdegang
Ab 2003 studierte Flacco zunächst an der University of Pittsburgh, wo er sich auf der Position des Quarterbacks nicht durchsetzen konnte und in der Rolle des Back-up verblieb. Aus diesem Grund wechselte er zur University of Delaware. Da Flacco mit der University of Pittsburgh keine Einigung über eine Auflösung seines Stipendiums erzielte, durfte er erst 2006 für Delaware spielen. Dort gelang es ihm in seiner ersten Saison als Starting Quarterback zahlreiche Team-Rekorde aufzustellen. Auch im Folgejahr machte er auf sich aufmerksam, auf 23 geworfene Touchdowns kamen lediglich fünf Interceptions. Er wurde der erste Spieler der University of Delaware, der in der ersten Runde des NFL Drafts ausgewählt wurde.

## NFL-Karriere
Flacco wurde 2008 als 18. Spieler in der ersten Runde des NFL Drafts von den Baltimore Ravens ausgewählt. Obwohl er in seiner Rookie-Saison lediglich als Back-up hinter Kyle Boller und Troy Smith vorgesehen war, musste er aufgrund einer schweren Verletzung Bollers sowie einer Erkrankung Smiths als Starting Quarterback im Eröffnungsspiel der Saison 2008 auflaufen. Mit konstanten Leistungen behielt er diese Position über die gesamte Saison und führte die Ravens in die Play-offs. Er ist der erste Rookie-Quarterback, der zwei Postseason-Spiele gewinnen konnte.
Er wurde am 29. Januar 2009 zum NFL Rookie of the Year 2008 gewählt.
Mit 44 Siegen in der Regular Season über die ersten vier Jahre seiner Karriere hält er einen NFL-Rekord für Quarterbacks.
Beim Sieg der Baltimore Ravens im Super Bowl XLVII am 3. Februar 2013 wurde Flacco als Super Bowl MVP ausgezeichnet. Im März 2013 einigten sich Flacco und die Ravens auf eine Vertragsverlängerung bis 2019. Mit einer Vergütung von 120,6 Millionen US-Dollar über die gesamte Laufzeit war Flacco damit der bestbezahlte Football-Spieler bis April 2013, als Aaron Rodgers seinen Vertrag mit den Green Bay Packers verlängerte und ein höheres Gehalt vereinbart wurde. Die Saison 2015 musste er auf Grund eines Kreuzbandrisses, den er sich am 11. Spieltag im Spiel gegen die St. Louis Rams zugezogen hatte, vorzeitig beenden. Trotz seiner schweren Verletzung verlängerten die Ravens nach Ablauf der Saison seinen bestehenden Vertrag um drei Jahre bis 2021.

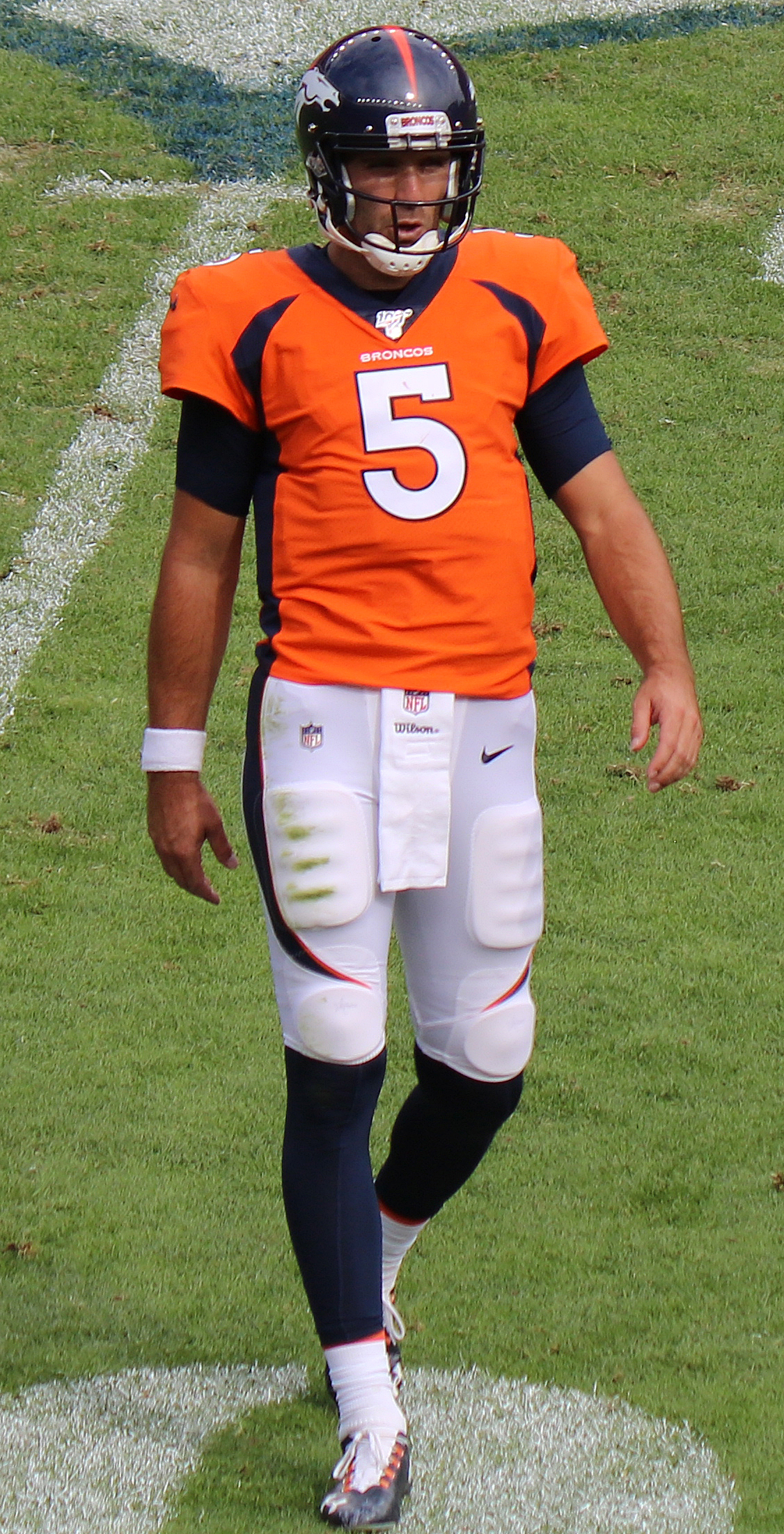
Flacco bei den Broncos (2019)

Am 13. Februar 2019 wurde bekannt, dass Flacco per Trade für einen Viertrundenpick zur neuen Saison zu den Denver Broncos wechselt, nachdem die Ravens sich für Lamar Jackson als zukünftigen Starting Quarterback entschieden hatten. Für die Broncos bestritt er 2019 acht Partien, bevor er wegen einer Nackenverletzung auf die Injured Reserve List gesetzt wurde. Mit Flacco als Starter gewann Denver zwei Spiele und verzeichnete sechs Niederlagen.
Am 19. März 2020 wurde Flacco von den Broncos entlassen. Im Mai nahmen die New York Jets Flacco für ein Jahr unter Vertrag. Aufgrund einer Schulterverletzung von Starting Quarterback Sam Darnold kam Flacco am 5. und am 6. Spieltag als Starter der Jets zum Einsatz, ebenso in Woche 9 und Woche 11.
Im März 2021 nahmen die Philadelphia Eagles Flacco als Backup für Jalen Hurts unter Vertrag. Am 26. Oktober 2021 gaben die Eagles Flacco im Austausch gegen einen Sechstrundenpick, der abhängig von Flaccos Einsatzzeit zu einem Fünftrundenpick hätte werden können, an die New York Jets ab, nachdem sich deren Starting-Quarterback Zach Wilson verletzt hatte.
Am 20. November 2023 unterschrieb er einen Vertrag bei den Cleveland Browns für deren Practice Squad. Er spielte in der Saison 2023/24 in den Playoffs gegen die Houston Texans. Das Spiel ging mit 14:45 verloren, unter anderem durch zwei Pick Six, die Flacco innerhalb von zwei Minuten geworfen hatte.
Im März 2024 nahmen die Indianapolis Colts Flacco unter Vertrag. Für die Colts lief Flacco in acht Spielen auf, davon sechs Mal als Starter, warf 12 Touchdownpässe bei 7 Interceptions und brachte 162 Pässe für 1761 Yards an den Mann.
Bereits 2023 hatte Flacco die Cleveland Browns in den letzten fünf Saisonspielen mit einer 4:1-Bilanz in die Play-offs geführt. Am 11. April 2025 gaben die Browns seine erneute Verpflichtung bekannt.

## Persönliches
Joe Flacco ist seit 2011 mit Dana Grady verheiratet, die er bereits auf der Highschool kennengelernt hatte. Das Paar hat vier Söhne und eine Tochter. Wegen der anstehenden Geburt seines dritten Sohnes schlug Flacco 2015 eine Einladung zum Pro Bowl aus, um bei seiner Frau bleiben zu können.

### NFL-Statistiken
| 2008                               | BAL    | 16  | 16  | 257–428   | 60,0 | 2971  | 14  | 12  | 80,3  |
| 2009                               | BAL    | 16  | 16  | 315–499   | 63,1 | 3613  | 21  | 12  | 88,9  |
| 2010                               | BAL    | 16  | 16  | 306–489   | 62,6 | 3622  | 25  | 10  | 93,6  |
| 2011                               | BAL    | 16  | 16  | 312–542   | 57,6 | 3610  | 20  | 12  | 80,9  |
| 2012                               | BAL    | 16  | 16  | 317–531   | 59,7 | 3817  | 22  | 10  | 87,7  |
| 2013                               | BAL    | 16  | 16  | 362–614   | 59,0 | 3912  | 19  | 22  | 73,1  |
| 2014                               | BAL    | 16  | 16  | 344–554   | 62,1 | 3986  | 27  | 12  | 91,0  |
| 2015                               | BAL    | 10  | 10  | 266–413   | 64,4 | 2791  | 14  | 12  | 83,1  |
| 2016                               | BAL    | 16  | 16  | 436–672   | 64,9 | 4317  | 20  | 15  | 83,5  |
| 2017                               | BAL    | 16  | 16  | 352–549   | 64,1 | 3141  | 18  | 13  | 80,4  |
| 2018                               | BAL    | 9   | 9   | 232–379   | 61,2 | 2465  | 12  | 6   | 84,2  |
| 2019                               | DEN    | 8   | 8   | 171–262   | 65,3 | 1822  | 6   | 5   | 85,1  |
| 2020                               | NYJ    | 5   | 4   | 74–134    | 55,2 | 864   | 6   | 3   | 80,6  |
| 2021                               | NYJ    | 2   | 1   | 27–42     | 64,3 | 338   | 3   | 0   | 113,0 |
| 2022                               | NYJ    | 5   | 4   | 110–191   | 57,6 | 1051  | 5   | 3   | 75,2  |
| 2023                               | CLE    | 5   | 5   | 123–204   | 60,3 | 1616  | 13  | 8   | 90,2  |
| 2024                               | IND    | 8   | 6   | 162–248   | 65,3 | 1761  | 12  | 7   | 90,5  |
| Gesamt                             | Gesamt | 196 | 191 | 4166–6751 | 61,7 | 45697 | 257 | 162 | 84,4  |
| Quelle: pro-football-reference.com |        |     |     |           |      |       |     |     |       |